# Mon XXe siècle
Pour plus de détails, voir Fiche technique et Distribution.
Mon XXe siècle (Az én XX. századom) est un film hongrois réalisé par Ildikó Enyedi, sorti en 1989. Il est présenté dans la section Un certain regard au Festival de Cannes 1989 où il remporte la Caméra d'or.

## Synopsis
Le 31 décembre 1879 à Menlo Park dans le New Jersey, Thomas Edison fait la première démonstration publique de ses nouvelles ampoules, l'expérience prouvant la validité de la lampe à incandescence. Au même moment à Budapest, une jeune femme accouche de jumelles : Dóra et Lili. Devenues orphelines, elles survivent en vendant des allumettes dans la rue. Une nuit où elles sont endormies, elles sont séparées l'une de l'autre par deux hommes : chacun partant avec une enfant.
Lors du nouvel an 1900, Dóra se trouve dans l'Orient Express où elle essaye de soutirer de l'argent à deux hommes. Lili, militante féministe et anarchiste, monte dans le train.

## Fiche technique
- Titre original : Az én XX. századom
- Titre français : Mon XXe siècle
- Réalisation : Ildikó Enyedi
- Scénario : Ildikó Enyedi
- Photographie : Tibor Máthé
- Montage : Mária Rigó
- Musique : László Vidovszky
- Pays de production : Hongrie
- Format : Noir et blanc - 35 mm - Mono
- Genre : comédie dramatique
- Durée : 102 minutes
- Date de sortie :
  - France : 1989 (Festival de Cannes 1989)

## Distribution
- Dorota Segda : Dóra / Lili / Anya
- Oleg Yankovski : Z
- Paulus Manker : Otto Weininger
- Péter Andorai : Thomas Edison
- Gábor Máté : K
- Gyula Kéry : bijoutier
- Andrej Schwartz : auxiliaire
- Sándor Téri : Huszár
- Sándor Czvetkó : garçon anarchiste
- Endre Koronczi : garçon d'ascenseur

## Prix
- 1989 : Caméra d'or au Festival de Cannes 1989.